# Akce Ř
Akce Ř je krycí název pro nezákonné zavírání ženských klášterů a rušení ženských řeholních řádů v komunistickém Československu. Tomuto zavírání předcházela tzv. Akce K, která nezákonně zavírala mužské kláštery a mužské řeholní řády. Samotná Akce Ř probíhala ve dvou etapách. První fázi komunisté zahájili 26. července a trvala až do 15. srpna 1950. Druhá vlna se udála v noci z 27. na 28. září 1950. Celá akce skončila v listopadu téhož roku.
V Československu bylo v roce 1950 celkově 11 896 řeholnic, rozdělených do 670 domů z 56 řádů. Z toho v českých zemích bylo celkově 7 643 řeholnic rozděleno do 502 domů z 32  řádů. Na Slovensku byla čísla menší, působilo zde 4 253 řeholnic rozčleněných do 168 domů z 24 řádů. Hlavním cílem této akce bylo potlačení řeholních řádů a odstranění řeholníků z veřejného života. Součástí akce bylo zabavování církevního majetku ženských řeholí.

## Příprava akce
Jako přípravná činnost sloužila komunistickým úřadům Akce K. Rozdíl v přípravě mezi těmito akcemi byl ten, že před zavíráním mužských klášterů se konaly monstrprocesy, které se nekonaly před perzekucí ženských řádů.

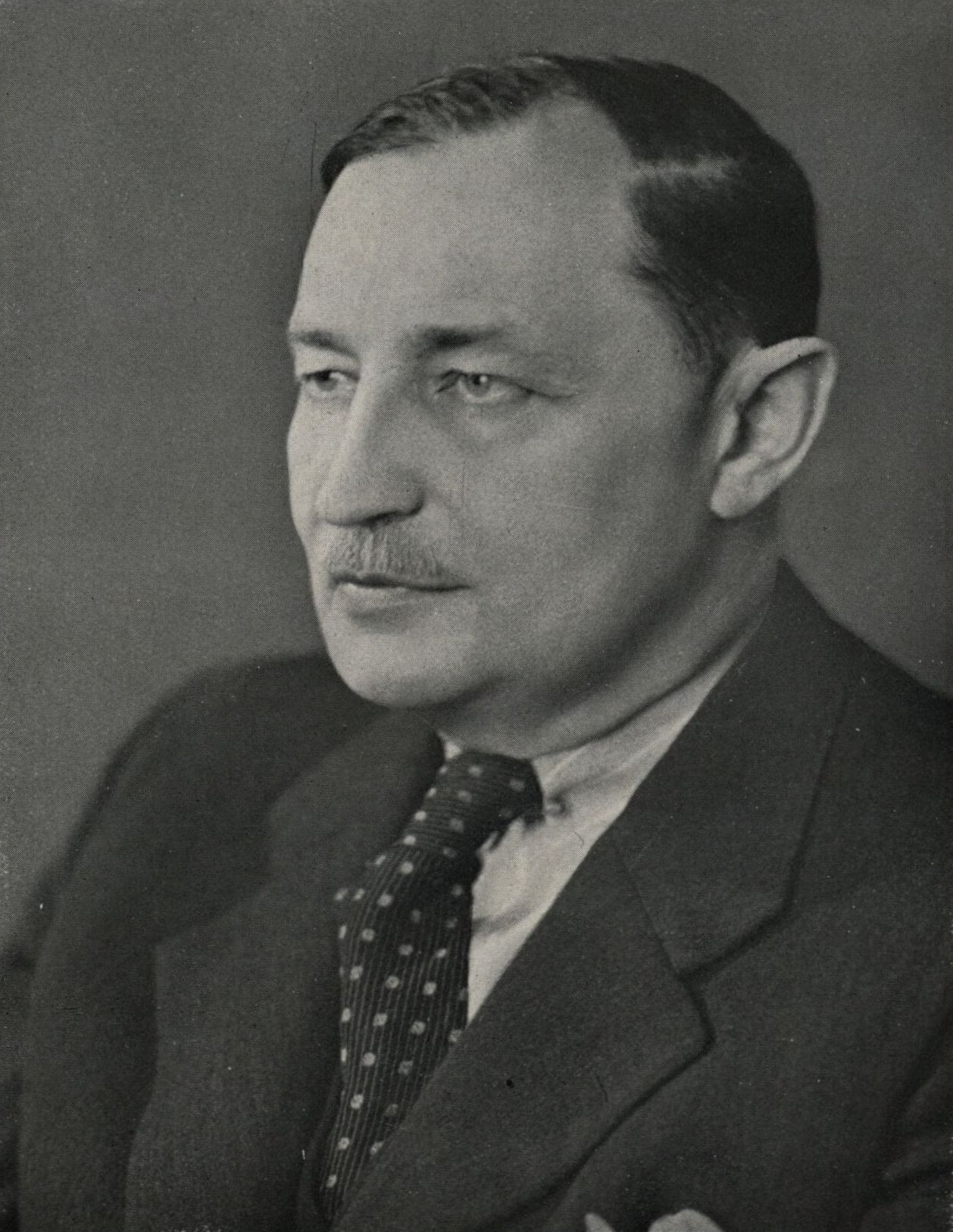
Předseda Státního úřadu pro věci církevní, Zdeněk Fierlinger

Mezníkem pro odstartování Akce Ř byl návrh ministra spravedlnosti Alexeje Čepičky z počátku roku 1950. K 3. březnu tento návrh projednala církevní šestka a již 17. dubna jej schválilo předsednictvo ÚV KSČ. Mělo jít o pozvolné převádění řádových sester do ošetřovatelských domů. Ministerstvo národní obrany ale žádalo o urychlení, jelikož si činilo nárok na budovy. I proto ke konci srpna předal Státní úřad pro věci církevní plán ohledně vyklizení ženských klášterů ÚV KSČ, který jej schválil 28. srpna 1950.

## Vlastní průběh akce
Ještě před schválením ÚV KSČ začala probíhat centralizace řeholnic. V polovině července došlo k předání 17 řeholních domů v jižních Čechách armádě. K předání došlo u těch budov, které zaujímaly strategickou polohu. Na 25. září byly svolány představitelky všech ženských řeholí na Státní ústav pro věci církevní do Prahy. Představitelkám řádů bylo sděleno, že mají opustit své budovy, jelikož budou použity k jiným účelům. Sdělení sice nebylo podloženo zákonem, ale i tak byli do řeholních domů nasazeni vládní zmocněnci.
Stěhování začalo 28. září 1950 a mělo být ukončeno do konce října téhož roku. Z centralizace řeholnic byly vyloučeny ty řeholnice, které pracovaly v nemocnicích, starobincích a jiných sociálních zařízeních, protože zde státu chyběli kvalifikovaní pracovníci. Přesídlování řeholnic nebylo tak kruté, jako u mužských řeholníků, většinou byly ,,zdvořile'' vyzvány, aby spolupracovaly. Při přemisťování dbal stát, aby se řeholnice usídlovaly mimo velká města a religiozní oblasti. S centralizací řeholnic je také spojeno zavírání klášterů. Obě tyto činnosti byly pod patronátem Náboženského fondu, který posléze převzal klášterní majetek. Na stěhování dohlížel Náboženský fond společně s Červeným křížem.

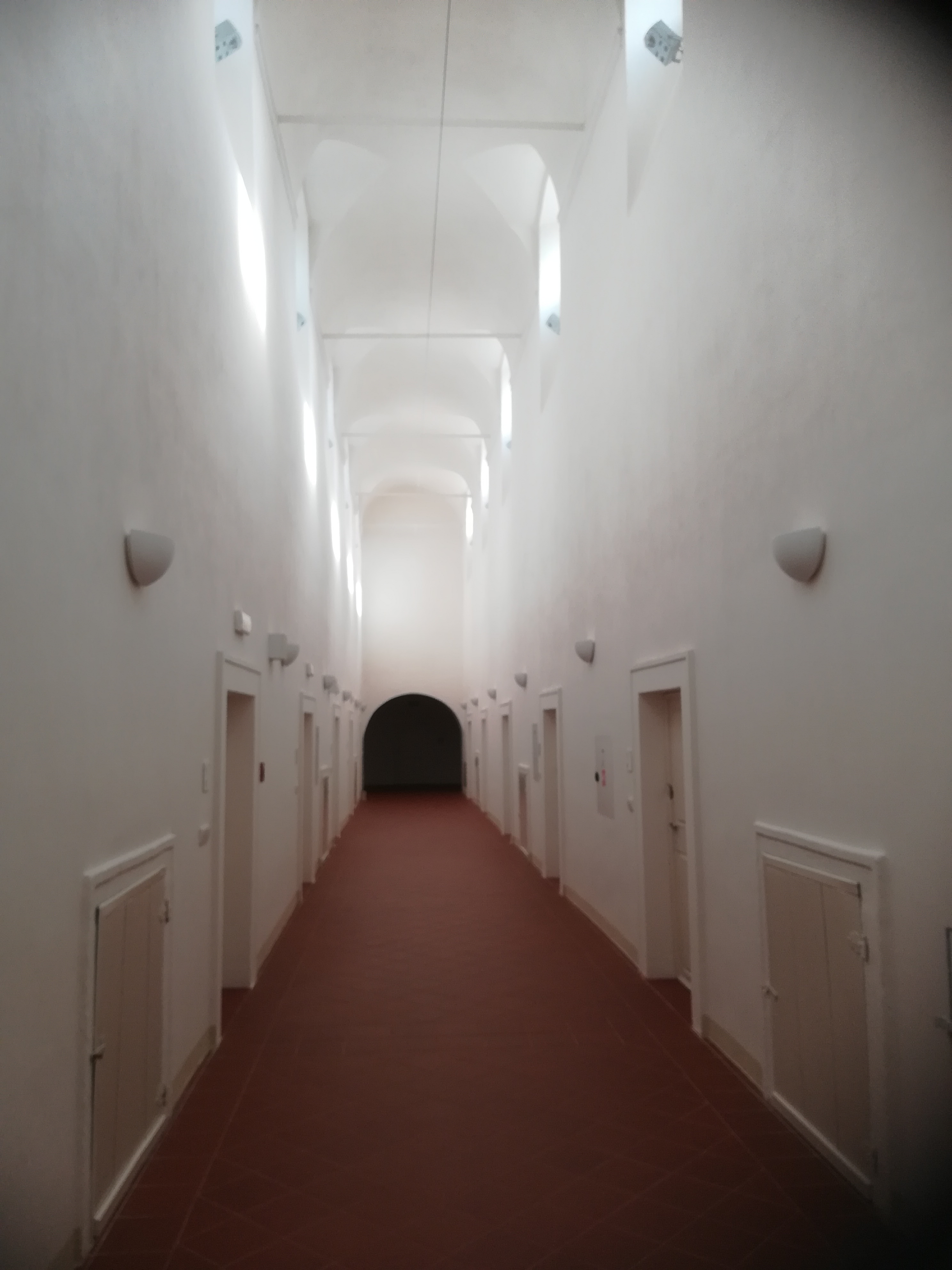
Interiér Broumovského kláštera sloužícího po roce 1950 k internaci řeholnic

Úřady se posléze zabývaly otázkou, jaké budou mít řeholnice po centralizaci využití. Zhruba 2 000 řeholnic začalo pracovat v průmyslu, zejména v textilním průmyslu v okolí internačních středisek typu Broumov. Část z nich začala pracovat ve státních statcích, případně v JZD. I v těchto podmínkách často pracovaly v řádovém oděvu. Samozřejmostí bylo politické školení, aby nijak neohrožovaly socialistickou společnost. Část řeholníků se snažili přesvědčit, aby se stali přívrženci oficiální politiky, a u některých se jim to dokonce povedlo.

## Akce Ř na Slovensku
Na Slovensku proběhla tzv. Akce R v rozmezí mezi 29. až 31. srpnem 1950. Na rozdíl od českých zemí ale neproběhla pokojně. Obyvatelé se shlukovali, aby zabraňovali státním složkám řeholnice odvést. Celkem bylo internováno 1 962 řeholnic a zabráno 137 objektů. Řeholnice byly centralizovány do 16 internačních oblastí – například do kláštera v Ladcích. Centralizací nebyly postiženy řeholnice, které pracovaly v charitě nebo ve zdravotnictví. I na Slovensku byl řeholnicím nabídnut odchod z řeholí, ale tuto nabídku využily řeholnice jen v minimálním počtu.

## Důsledky Akce Ř
Řeholnice měly být politicky zpracovány a byl na ně vyvíjen psychologický nátlak, aby dobrovolně opustily řád a odešly do civilu. Odchodem do civilu by se vyhnuly internaci, ale této nabídky využilo jen málo řeholnic. Výjimku tvořily Sestry apoštolátu sv. Františka nebo Schönstattské hnutí, které po tomto postupu mohly fakticky vykonávat svůj apoštolát. Členky těchto řádů pracovaly jako pečovatelky a nadále tajně pokračovaly ve svém řádovém životě.
Ani StB nezůstávala nijak pozadu a snažila se co možná nejvíce narušit život řeholnic. Dokonce vysílala k řeholnicím své informátorky, ale účinek byl často opačný, řeholnice se ještě více semkly a celá situace došla do stavu pasivní rezistence až odporu. Státní orgány se snažily různě znepříjemňovat řeholnicím život, proto byly nuceny pracovat v těžkých podmínkách, ve škodlivém prostředí nebo byly ubytovány v nevyhovujících prostorech. I přes tyto nepříjemnosti se řeholnice nevzdaly svého života.
V roce 1953 byl vypracován plán na zrušení všech ženských řádů a kongregací. Měl následovat povinný odchod sester do civilního zaměstnání. Tento plán byl nazván Akce B a měl se uskutečnit k 1. červenci. V tomto roce však po smrti Stalina a Gottwalda proběhlo ve Východním bloku několik nepokojů, proto se českoslovenští komunisté uchýlili k postupnému vytlačování řeholnic z veřejného života. Řeholnice byly perzekvovány, nuceně stěhovány, podrobovány politickému školení, bylo omezeno přijímání novicek a používány další represálie, kterými jim komunistický režim ztrpčoval každodenní život.
Posléze probíhaly politické procesy proti řádovým sestrám, které hlavně sloužily k zastrašování a definitivnímu zničení řádů. K tomu využíval komunistický režim propagandistickou kampaň, kterou použil na nejvýznamnější ženské řády v Československu.
Režim dostal pod kontrolu alespoň část kléru, ale hlavně došlo k získání kontroly nad nemovitostmi řeholnic, který přešel pod správu Náboženské matice. Ta jej posléze přerozdělovala státním institucím např. národním výborům. Celková hodnota zabaveného majetku činila cca 475 milionů Kčs.